# 科顿格朗德
科登格勞德（Cotton Ground）是加勒比海島國聖基茨和尼維斯尼維斯島聖托馬斯低地區的一個城鎮，也是該區的首府和最大城鎮，位於該島西北部，2010年人口486人。